# Stavelot
Stavelot (/sta'vlɔ/ ; en wallon Ståvleu prononcé Stâvleû, en luxembourgeois Staweler, en allemand Stablo) est une ville belge située dans la province de Liège, en Région wallonne.
Elle a été fusionnée en 1977 avec la commune de Francorchamps. Elle fut longtemps, par son abbaye, le chef  lieu d'une petite principauté abbatiale qui disparut dans les changements politiques qui suivirent la Révolution française.

## Géographie
Stavelot est située à 50 kilomètres de Liège et à 150 kilomètres de Bruxelles. La commune, située au cœur de la Haute Ardenne, au sein du Massif de Stavelot (qui comprend les célèbres niveaux de coticule), est logée au centre d'une large vallée issue du confluent de l'Amblève et de l'Eau Rouge. La commune de Stavelot est formée de deux anciennes communes : Francorchamps qui occupe la partie nord du territoire communal et Stavelot. 

### Sections de commune
| # | Nom           | Superf. (km²) | Habitants (2020) | Habitants par km² | Code INS |
| - | ------------- | ------------- | ---------------- | ----------------- | -------- |
| 1 | Stavelot      | 56,71         | 5.106            | 90                | 63073A   |
| 2 | Francorchamps | 28,41         | 2.044            | 72                | 63073B   |

### Villages et hameaux
Le territoire communal compte de nombreux petits villages et hameaux parmi lesquels Amermont, Baronheid, Beaumont, Challes, Cheneux, Coo, Francheville, Hockai, Houvegnez, La Vaulx-Richard, Lodomez, Masta,  Neuville, Parfondruy, Rivage, Somagne, Villers et Wavreumont ainsi que deux localités appelées Ster : Ster (Francorchamps) et Ster (Stavelot).

### Communes limitrophes
| Spa      | Jalhay      |            |
| Stoumont | Stavelot    | Malmedy    |
|          | Trois-Ponts | Saint-Vith |

## Démographie

### Démographie: Avant la fusion des communes
- Source: DGS recensements population

### Démographie: Commune fusionnée
En tenant compte des anciennes communes entraînées dans la fusion de communes de 1977, on peut dresser l'évolution suivante:
Les chiffres des années 1831 à 1970 tiennent compte des chiffres des anciennes communes fusionnées.
- Source: DGS , de 1831 à 1981=recensements population; à partir de 1990 = nombre d'habitants chaque 1 janvier[2]

## Histoire
Stavelot est une des plus anciennes villes de Belgique. Sa fondation remonte à 648 par saint Remacle, qui à la demande de Sigebert III, fut chargé de l'évangélisation de la contrée.
L'abbaye unie à celle de Malmedy, érigée en principauté ecclésiastique, était rattachée au Saint-Empire romain germanique. Le souverain, qui portait le titre de Prince-abbé disposait de tous les pouvoirs spirituels et temporels. Cette autonomie prit fin à la révolution liégeoise en 1794. Le congrès de Vienne sépara la ville sœur de Malmedy qui alla à la Prusse tandis que Stavelot fut rattaché au royaume des Pays-Bas.

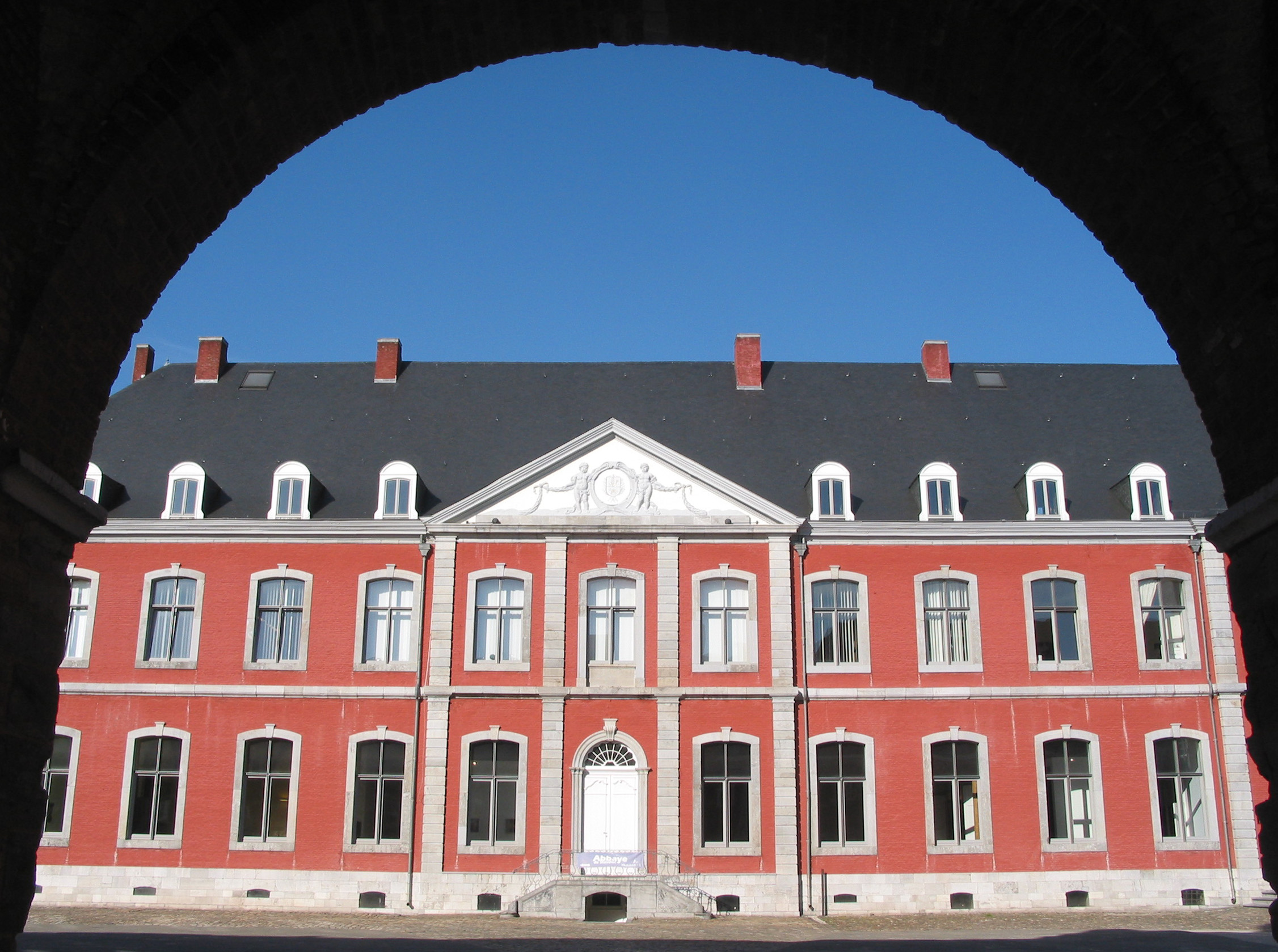
L'ancien palais abbatial de Stavelot.

Après l'effritement de l'Empire romain dû aux fréquentes invasions barbares du Ve siècle plusieurs évêques missionnaires viennent, surtout du sud de la France, pour défricher, cultiver et construire des abbayes qui deviendront rapidement des foyers de christianisation, culture et de civilisation.
C'est ainsi qu'au milieu du VIIe siècle, le roi Sigebert III, fils du bien connu roi Dagobert Ier, confia à Remacle, abbé de la florissante abbaye de Solignac dans le Limousin, la mission d'évangéliser une partie de la forêt d'Ardenne. Remacle s'arrêta d'abord à Cugnon, sur les bords de la Semois (644 à 648); le site ne lui convenant pas, il se dirigea plus au Nord pour s'arrêter à Malmunderio (Malmedy), dans la vallée de la Warche, où il érigea un premier monastère en 648. Ensuite à Stabelaco (Stavelot), quelques lieues plus loin, sur les bords de l'Amblève, il en fonde un second en 651. Abbaye double mais sous la houlette d'un seul abbé, Stavelot-Malmedy connaît de multiples conflits internes car chacune des abbayes revendique la préséance sur l'autre. Finalement, la primauté revient à Stavelot (lieu de réunion du chapitre) car Remacle y a établi sa résidence et y trouvera sa sépulture.
Stavelot et Malmedy bénéficiaient d'un isolement propice au recueillement mais cette solitude n'était qu'apparente… Situé entre les vallées du Rhin et de la Meuse, au sein de tout un réseau de communications comme Liège et Aix-la-Chapelle, de Cologne à Trèves, ce double monastère allait connaître un épanouissement politique et culturel remarquable.
Ces deux abbayes, relevant du point de vue spirituel, l'une de l'évêché de Cologne pour Malmedy, l'autre de l’évêché de Liège pour Stavelot, donnèrent naissance à une principauté indépendante, jusqu'à sa suppression le 12 septembre 1796 à la suite de la révolution liégeoise de 1789.
Fidèles aux règles monastiques austères et pures des saints Colomban et Benoît les moines s'occupèrent principalement à des tâches agricoles. Un premier oratoire dédié aux saints Martin, Pierre et Paul fut construit au milieu des modestes cellules monacales.
De nombreuses légendes se rattachent à cette époque. La plus célèbre est sans doute celle du « loup bâté » qui devint par la suite l'emblème de la ville de Stavelot. Cette légende nous raconte comment Remacle pour punir le loup d'avoir dévoré son âne qui l'aidait à transporter des pierres pour construire sa première église, lui ordonna de le remplacer et de porter lui-même les hottes de pierres.
Quelques années après la mort de Remacle, une première église, en pierre, fut construite au nord de l'oratoire primitif. Elle fut consacrée sous l'abbé Goduin, le 25 juin 685. Le même jour, on y plaça les restes du saint fondateur conservés dans une petite châsse d'or et d'argent.

### Quelques dates
- 1021 : Avènement de l'abbé Poppon. Grand bâtisseur, Poppon fera construire une imposante église de plus de cent mètres, en présence de l'Empereur d'Allemagne Henri III, cette nouvelle église abbatiale fut consacrée le 5 juin 1040.
- 1098 : naissance de Wibald de Stavelot[4] à Chevrouheid, petit hameau des environs de Stavelot. Wibald jouera sur la scène internationale un rôle religieux capital pour la région et notamment pour les abbayes de Stavelot et de Malmedy.
- 1689 : le 4 octobre les troupes de Louis XIV ravagent et incendient la ville, il ne restera que l'abbaye, la basse-cour... Plus de 360 maisons sont détruites.
- À partir de 1770 : construction des Levées (routes), des fontaines ainsi que des améliorations dans le centre-ville.
- En 1899, le poète français Guillaume Apollinaire fait un séjour bref, mais déterminant à Stavelot ; il en évoquera fréquemment le souvenir.
- Au cours de la bataille des Ardennes, la ville connait de violents combats et des éléments de la 1re SS Panzer Division commandés par le lieutenant-colonel Peiper, qui s'étaient déjà rendus coupables du massacre de Baugnez, tuent plus de 130 civils à Stavelot et dans ses alentours entre le 18 et le 20 décembre 1944.

## Héraldique
|  | La ville possède des armoiries qui lui ont été octroyées le 24 novembre 1819, changées le 14 novembre 1921 et confirmées à nouveau le 4 avril 1980. Elles dérivent du sceau du XVIIe siècle des Prince-Abbés de Stavelot. En 1819, les armoiries ont été octroyées avec les couleurs hollandaises, or et bleu. Elles furent changées en 1921. La partie supérieure des armoiries montre le saint-patron de l'Abbaye de Stavelot et du village, Saint Remacle, fondateur de l'abbaye en 650. La partie inférieure montre un loup employé par les abbés comme symbole pour le village de Stavelot et ses environs. Le loup est dérivé de la légende de la construction de l'abbaye. Le loup est supposé avoir aidé à la construction de cette abbaye en portant des pierres dans deux paniers sur son dos. En 1819, les armoiries étaient blasonnées : « Chargée d'émaux d'en haut avec le buste de Saint-Remaclus en or, et d'en bas un loup d'or chargé d'un panier de fruits, le bouclier recouvert d'une couronne en or. ». (Traduction libre du néerlandais) En 1921, le blasonnement est devenu : « Coupé en chef d'argent à un buste de St. Remacle au naturel, en pointe aussi d'argent à un loup passant, bâté, les deux paniers remplis de pierres, le tout au naturel ». Blasonnement : Coupé en chef d'argent à un buste de Saint Remacle au naturel, mitré portant dans la dextre une chapelle et tenant de la senestre une crosse, le crosseron tourné vers l'extérieur et en pointe cousu d'argent à un loup passant, bâté, les deux paniers remplis de pierres, le tout au naturel. Source du blasonnement : Heraldy of the World. |

## Politique et administration

### Collège et conseil communal 2024-2030
| Collège communal   |                             |                           |
| ------------------ | --------------------------- | ------------------------- |
| Bourgmestre        | Fabien Legros               | MR - Liste du Bourgmestre |
| 1er Échevin        | Raymond Kockelmann          | Liste du Bourgmestre      |
| 2e Échevine        | Nathalie Rentmeister-Mignon | Liste du Bourgmestre      |
| 3e Échevine        | Alexandra Kockelmann        | Liste du Bourgmestre      |
| 4e Échevin         | Damien Legras               | Liste du Bourgmestre      |
| Présidente du CPAS | Véronique Mathonet          | Liste du Bourgmestre      |

| Conseil communal      |                              |                           |
| --------------------- | ---------------------------- | ------------------------- |
| Bourgmestre           | Fabien Legros                | MR - Liste du Bourgmestre |
| 1er Échevin           | Raymond Kockelmann           | Liste du Bourgmestre      |
| 2e Échevine           | Nathalie Rentmeister-Mignon  | Liste du Bourgmestre      |
| 3e Échevine           | Alexandra Kockelmann         | Liste du Bourgmestre      |
| 4e Échevin            | Damien Legras                | Liste du Bourgmestre      |
| Conseiller communal   | Pierre Erler                 | Citoyens                  |
| Conseiller communal   | Fabrice Lebrun               | Citoyens                  |
| Conseiller communal   | Gaëtan Dumoulin              | Citoyens                  |
| Conseiller communal   | Romain Lousberg              | Citoyens                  |
| Conseiller communal   | Philippe Crasson             | Liste du Bourgmestre      |
| Conseiller communal   | Alexandre Grosjean           | Liste du Bourgmestre      |
| Conseillère communale | Anne-Marie Englebert-Gillard | Citoyens                  |
| Présidente du CPAS    | Véronique Mathonet           | Liste du Bourgmestre      |
| Conseiller communal   | Raphaël Grégoire             | Citoyens                  |
| Conseiller communal   | Nicolas Delrez               | Citoyens                  |
| Conseillère communale | Sandra Henrard               | Citoyens                  |
| Conseillère communale | Anne Cabron-Wetz             | Liste du Bourgmestre      |
| Conseiller communal   | Jean-Pol Bleus               | Liste du Bourgmestre      |
| Conseillère communale | Géraldine Barbry             | Liste du Bourgmestre      |

### Jumelage
- Solignac (France)

## Patrimoine et culture

### Patrimoine architectural et sites
Voir la liste du patrimoine immobilier classé de Stavelot

#### Patrimoine civil
- La place Saint-Remacle dont l'aménagement date de 1769. Les dimensions de cette place témoignent de l'importance du marché rural qui s'y tenait autrefois. Pour la plupart, les maisons qui la bordent furent reconstruites au début du XVIIIe siècle, après la destruction de la ville par les troupes de Louis XIV. Au centre, la fontaine-perron porte les images du loup, animal symbolique attaché au nom de la ville.

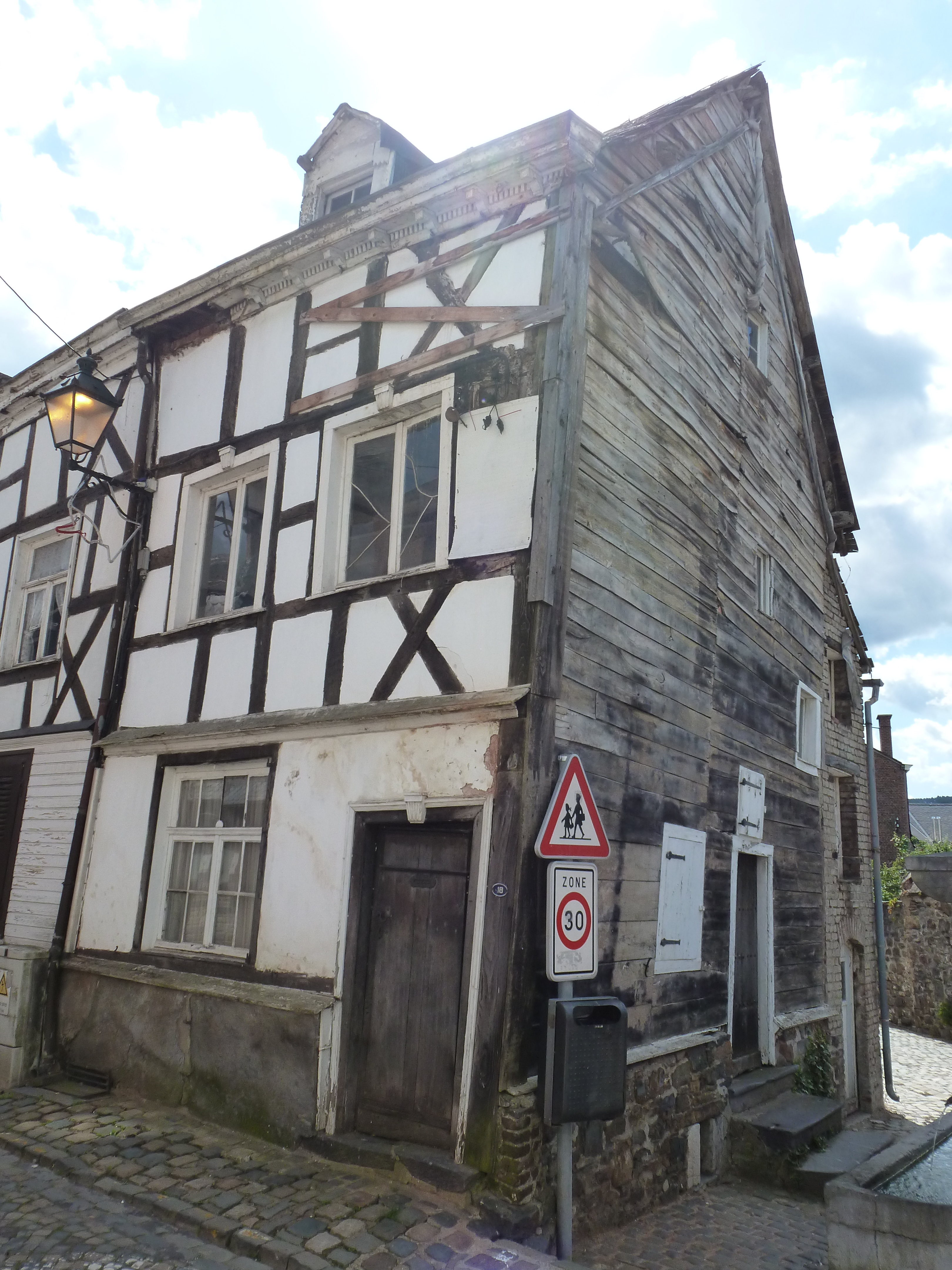
Stavelot, rue Haute 18 (1-2013).

- Le centre historique de la ville a conservé plusieurs maisons à colombages construites pour la plupart au cours du XVIIIe siècle comme :
  - la maison Hastir du XVIIIe siècle, située rue Haute, no 18. Cette maison classée, qui a été la propriété du peintre Marcel Hastir (22 mars 1906 - 2 juillet 2011), est en attente d'une restauration ;
  - plusieurs autres immeubles de la rue Haute ;
  - la maison Briska, située rue des Écoles.

#### Patrimoine industriel
- Une ancienne grange de tannerie (ancienne tannerie t'Serstevens) est classée. Il s'agit d'un bâtiment en pans-de-bois situé rue du Vieux Château, no 1.

#### Patrimoine religieux

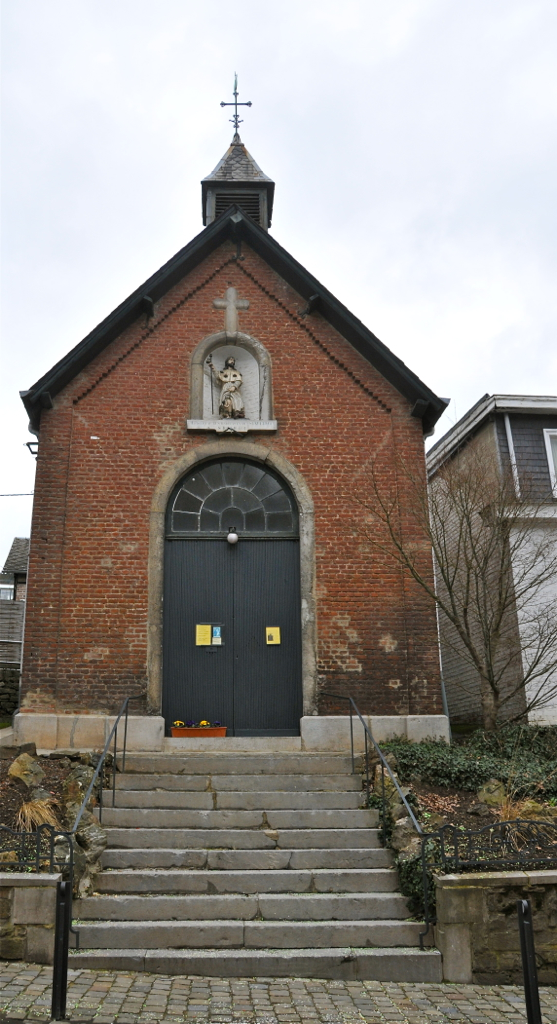
La chapelle Saint-Roch.

- Les bâtiments de l'abbaye de Stavelot, rénovés en 2002 accueillent trois musées : 
  - le musée du circuit de Spa-Francorchamps, retraçant l'histoire du circuit et présentant de nombreux véhicules d'exceptions ;
  - le musée de la Principauté de Stavelot-Malmedy ;
  - le musée de Guillaume Apollinaire.
- L'église Saint-Sébastien du XVIIIe siècle, avec la châsse de saint Remacle et de nombreux objets du culte provenant de l'ancienne abbaye.
- Les orgues Korfmacher de l'église St-Sébastien.
- La chapelle Saint-Laurent en date de 1030.

#### Patrimoine naturel
En 2020, la commune de Stavelot héberge 18 Sites de Grand Intérêt Biologique (SGIB); 3 sites Natura 2000 et 2 sites protégés comme Réserve naturelle.

#### Chantier de fouilles de l'abbatiale
Situés dans le parc communal de la ville, les vestiges de l'église abbatiale forment, avec les bâtiments conventuels, le cœur historique de l'ancienne principauté de Stavelot-Malmedy. Classé depuis 1958, le site archéologique est fouillé scientifiquement depuis 1986 par le Centre stavelotain d'archéologie en collaboration avec l'université de Liège. Ces campagnes de fouilles ont mis au jour l'extrémité orientale des nefs, le transept, le chœur, le déambulatoire et la crypte extérieure de l'imposante église construite au XIe siècle par l'abbé Poppon. Élevée à l'emplacement d'une église primitive dédiée à saint Remacle, le fondateur du monastère au VIIe siècle, ce vaste édifice constitue un exemple remarquable de fusion d'influences française et germanique appliquée à une importante église de pèlerinage. Embellie et transformée durant les siècles qui suivirent, elle fut détruite au début du XIXe siècle et dépouillée de ses matériaux utiles. Seule la tour d'entrée et les vestiges mis au jour témoignent aujourd'hui de son importance. Le site a livré un important matériel archéologique : vitraux, céramiques, monnaies, objets en ivoire, en cuivre et pièces d'orfèvrerie.

### Culture

#### Stavelot et ses Blancs-Moussis

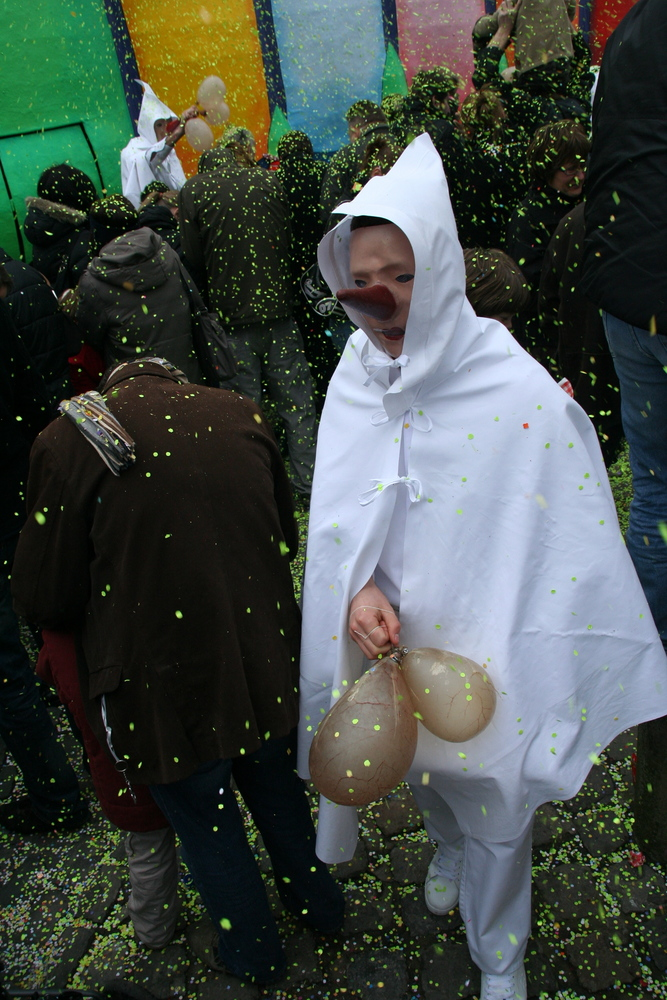
Un Blanc Moussis.

Il semblerait que jadis, les moines de Stavelot avaient l'habitude de participer avec les Stavelotains aux festivités du carnaval. À la suite d'un édit du prince-abbé, G. de Manderscheidt en 1499, cette pratique fut interdite.
Les Stavelotains qui appréciaient la présence des moines à leur fête, renâclèrent à cette interdiction et décidèrent de la tourner en dérision à leur façon. Ils participèrent d'abord au carnaval déguisés eux-mêmes en moines jusqu’à ce que tombât une nouvelle interdiction. Alors, faisant appel à leur imagination, ils créèrent un costume blanc avec capuchon, évoquant plus discrètement l'habit monacal… Ils ajoutèrent à ce déguisement un étrange masque, impersonnel, avec un très long nez rouge et pointu : les Blancs-Moussis étaient nés ! Il semblerait que leur première apparition dans la ville date du XVIe siècle. Durant la période française, leurs sorties furent interdites pour n'en être que plus actives après 1820.
Depuis 1947, les Blancs-Moussis, érigés en confrérie vénérable avec chevalerie d'honneur aux costumes rutilants, jouent un rôle important dans la vie de la ville. Ils sont devenus les ambassadeurs dynamiques du folklore belge et leur présence en invités d'honneur aux carnavals de Düsseldorf, Cologne, Compiègne, Saint-Quentin... a contribué au renom de la ville de Stavelot.
L'apothéose du cortège de la Laetare à Stavelot est le rondeau des Blancs-Moussis sur la place Saint Remacle. Un règlement et des indications détaillées précisent la façon dont il doit être exécuté. Les Blancs-Moussis closent le défilé. Avec leurs costumes blancs, ils entourent géants et leurs chars dotés de canons à confettis. Les Blancs-Moussis trimbalent des sortes de ballons faits de vessies de porc gonflées et s'en servent pour taper sur les passants. Ils profitent aussi de la dispersion du cortège pour placarder sur les murs de Stavelot, des affiches avec des jeux de mots raillant parfois les habitants de la ville.
Par ailleurs un groupe folklorique « Le Réveil Ardennais » a remis à l'honneur la « Maclote » ainsi que d'autres danses anciennes de la région. La maclote fut immortalisée par des vers de Guillaume Apollinaire écrits lors de son séjour à Stavelot dans les dernières années du XIXe siècle.

#### Une cité d'espoir et de culture

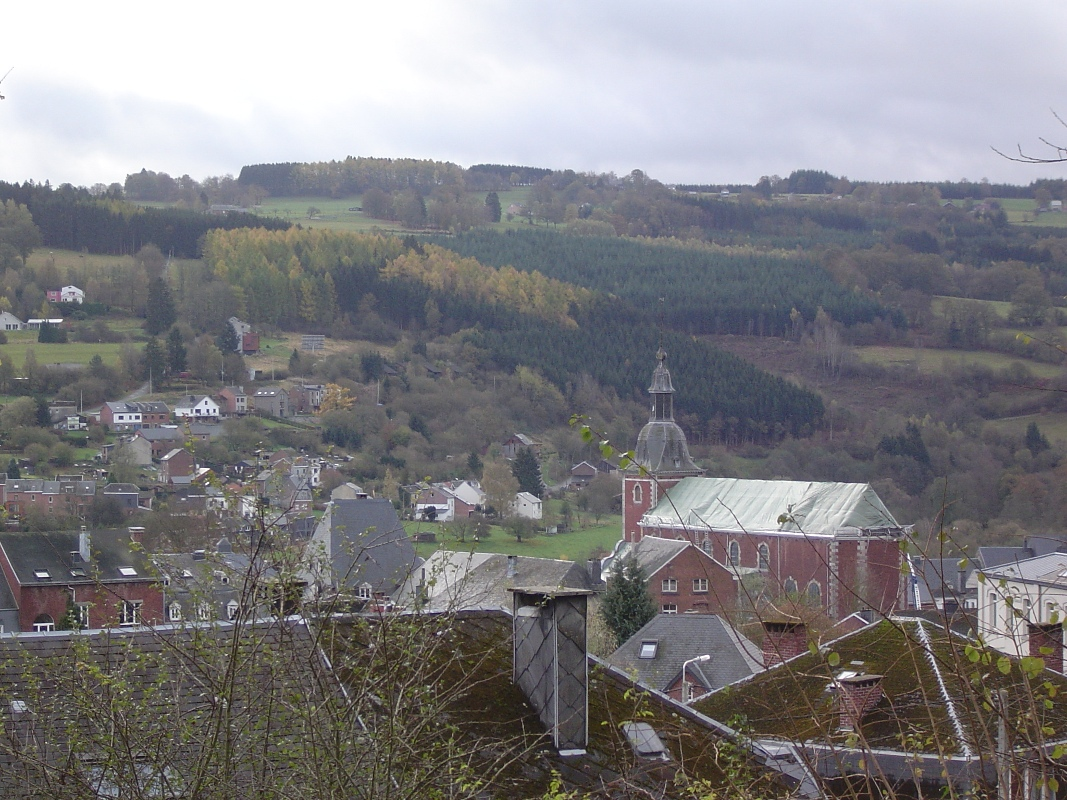
Stavelot vue de l'ancienne voie de chemin de fer.

Autour du site abbatial (repris sur la liste du patrimoine immobilier exceptionnel de la Région wallonne), Stavelot montre le visage préservé d'une cité du XVIIIe siècle avec sa grand-place, ses maisons de pierre et de colombage, ses venelles, ses fontaines, son trésor religieux (la châsse de saint Remacle, chef-d’œuvre de l'art médiéval).
- Site classé de l'abbaye et musées (circuit, principautaire, Apollinaire et expos temporaires).
- Le Triangle Bleu (galerie d'art contemporain).
- Un centre culturel avec animation permanente (chanson française, jazz, expos…).
- Des festivals internationaux de musique, de théâtre et du conte.
- Des brocantes saisonnières.
- Le Laetare de Stavelot et ses Blancs moussis, l'un des plus renommés carnavals de Belgique, le troisième dimanche avant Pâques.
- Des sites historiques de la bataille des Ardennes de décembre 1944.
- 250 km de promenades nature dans la vallée de l'Amblève, joyau de la Haute Ardenne.
- L'église primaire Saint-Sébastien (les trésors, les orgues…)
- Un centre de recherches archéologiques (CSA) (fouilles des vestiges de l'église abbatiale, du château de Stavelot et d'autres sites de la région proche).
- Le Fonds de documentation régionale de la bibliothèque de Stavelot rassemble toute une série de documents sur l'ancienne principauté de Stavelot-Malmedy, ainsi que sur les Hautes-Fagnes et la Haute-Ardenne. Il héberge le Fonds "Environnement et Patrimoine" de l'Ardenne (FEPA) .

Voir aussi la liste du patrimoine immobilier classé.

## Sports et vie associative

### Sports
La ville compte de nombreux clubs sportifs : 
- AFC Stavelot (Football amateur) ;
- Billard Club Stavelot ;
- Budo Stavelot (aïkido et kendo) ;
- MF Cosmos Stavelot (Futsal) ;
- Royal Club Sportif Stavelotain (Football) ;
- RC Fièsse Stavelot (Football amateur) ;
- Stavelot Marche Club ;
- Basket Club Stavelot ;
- Volley club de Stavelot.

Les villages voisins ont également leurs clubs sportifs : 
- FC Ster - Francorchamps.

La ville est proche du circuit automobile de Spa-Francorchamps, haut-lieu des compétitions de Formule 1 en Belgique.

## Personnalités
- Wilhelm de Kostrowitzky, futur Guillaume Apollinaire, à l'âge de 19 ans, vécut à Stavelot, en compagnie de son frère Albert, pendant l'été 1899. Pendant que sa mère (aristocrate polonaise) passe ses journées au casino de Spa, le jeune homme découvre Stavelot, sa région et...l'amour en la personne de Maria Dubois. Elle lui inspire son seul poème en wallon : Mareye. N'ayant pas reçu l'argent que sa mère devait lui envoyer, il quitta l'auberge sans payer, le 5 novembre 1899. 
Il décrivit la région dans un poème : Fagnes de Wallonie.
- Jules Bastin (1933-1996), chanteur lyrique.
- François Prume (1816-1849), violoniste et compositeur, y est né ;
- Raymond Micha, compositeur.
- Alphonse Jacques de Dixmude, général, fondateur d'Albertville, aujourd'hui Kalemie.
- William Degouve de Nuncques (1867-1935), peintre, y est mort ;
- Léon Jeanpierre, (1925-1992), apiculteur à Parfondruy.